# 日产风度

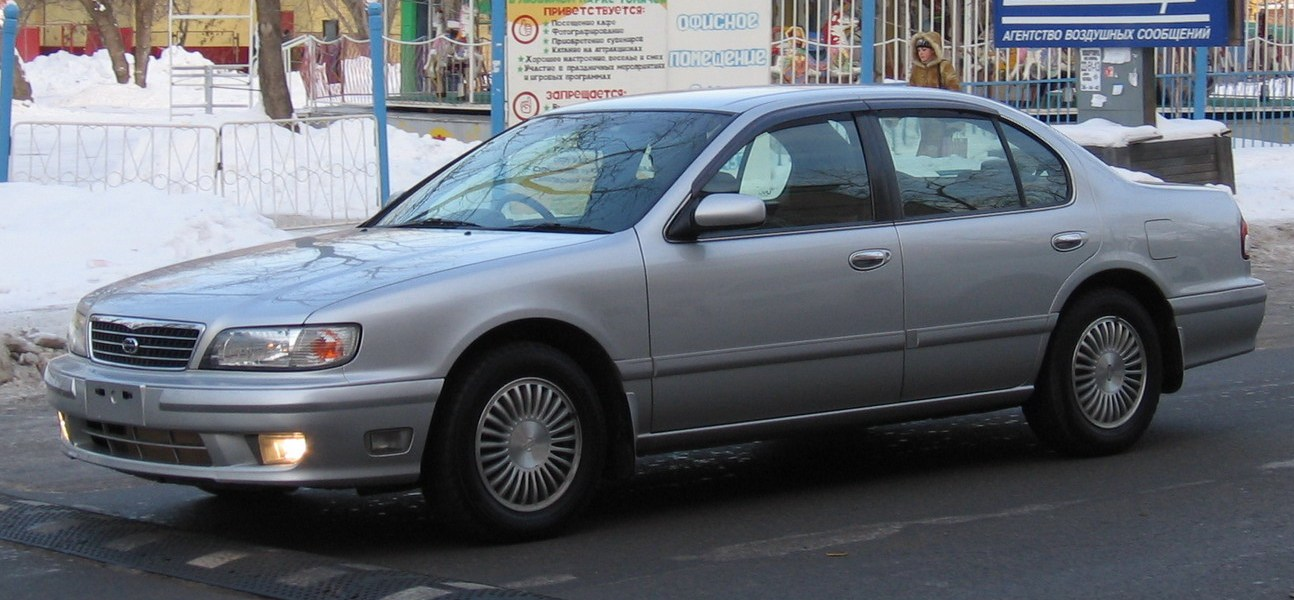
1997年的日产风度（第二代，代号A32）

日产风度（英語：CEFIRO）是一款由日产汽车公司于1988年-2003年推出的中型车，在海外曾以日產Maxima、日產Teana、英菲尼迪 I30/I35、日产QX、雷诺·三星SM5的名义发行。

## 歷史

### 第一代风度（代号A31，1988年-1994年）
1988年9月1日上市，以填補日产蓝鸟、日产公爵、日产Gloria間的空白，與同期的日产Skyline、日产Leopard（双门车型）、日产Laurel為兄弟车型，其外型特徵為低扁的車頭及修長的車身，採取後輪驅動設計，上市初期只有5速手动变速箱，以年輕族群為市場取向的運動型房車，採用2.0升/2.4升/2.5升直列六缸引擎，動力分别为125匹、155匹、205匹，曾计划以同期日产Silvia的四门车型发行，初代风度因为其后轮驱动布局和可以使用同期日产Skyline、Laurel、Silvia的配件而成为各类漂移比赛的用车。

### 第二代，代号A32（1994年-2000年）
1994年8月推出，为了减少日产成本，與Maxima整合，改为前輪驅動設計，全系搭载日产VQ系列V6引擎（2.0升/2.5升/3.0升），首次推出五门旅行车款式。

### 第三代风度，代号A33（2000年-2003年）
1998年12月上市，以“全面放松”作为开发主题，外型参照海豚而变得更圆润，轴距有所提升，成为了当时日產前輪驅動车型中车身第一大，全系继续搭载VQ系列引擎，2003年於日本國內停產，後繼車為日产天籁。
- 台灣本土生产车型（前）
- 台灣本土生产车型（後）

## 在台湾市场的车型
于1996年1月开始由台湾裕隆汽车生产第二代车型，初期仅生产2.0升款式，裕隆为风度推出的电视广告更是以对标劳斯莱斯为卖点，使得风度在台获得高销量，同年6月开始生产3.0升款式，1997年11月的改款后添加了如内置冰箱、车载电视等配置，而在“Brougham VIP”款式中更可选松下的导航配件。
2000年9月，裕隆开始生产第三代风度，但外观相较于日本版车型不同，2002年9月的改款后可选3.5升V6引擎款式，2004年9月停产。

## 車名由來
Cefiro為西班牙文中「微風」（相當於英文中的"zephyr"），呼應本車型優雅流線的外型。